# Cuantovaqueré
Cuantovaqueré es el tercer álbum publicado por el músico sevillano de rock Poncho K.
Fue lanzado al mercado en 2005 editado por la multinacional discográfica BMG.

## Lista de canciones
1. Herrero
2. Borracho De La Madrugá
3. Así Me Lo Invento
4. ¿Quién Soy?
5. El Sol
6. Sopa De Cariño
7. Aunque Con Sangre Lloremos
8. Er Tio Der Saco
9. Un Mar De Pan Duro
10. Cuando Deje De Vivir A La Intemperie
11. Abuela
12. Si No Te Gusta La Quitamos